# Saturnino Napal Lecumberri
Saturnino Napal Lecumberri (Murillo el Fruto, Navarra, 23 de julio de 1955 - Pamplona, Navarra, 28 de junio de 2024) fue un médico urólogo, escritor y editor español, reconocido por su dedicación tanto en el ámbito médico como en el literario, especialmente en la comunidad navarra.
A lo largo de su vida destacó por su pasión por los libros, no solo como autor y editor, sino también como divulgador de la cultura navarra. Fundador de la editorial Evidencia Médica, publicó más de 70 libros de diversas temáticas, siendo autor y colaborador de muchos de ellos.
Su obra y su vida estuvieron marcadas por una profunda admiración hacia Pío Baroja, cuya influencia impregnó tanto su estilo literario como su visión del mundo. Se consideraba a sí mismo un barojiano de alma, y esta conexión se mantuvo viva a lo largo de toda su carrera.

## Biografía

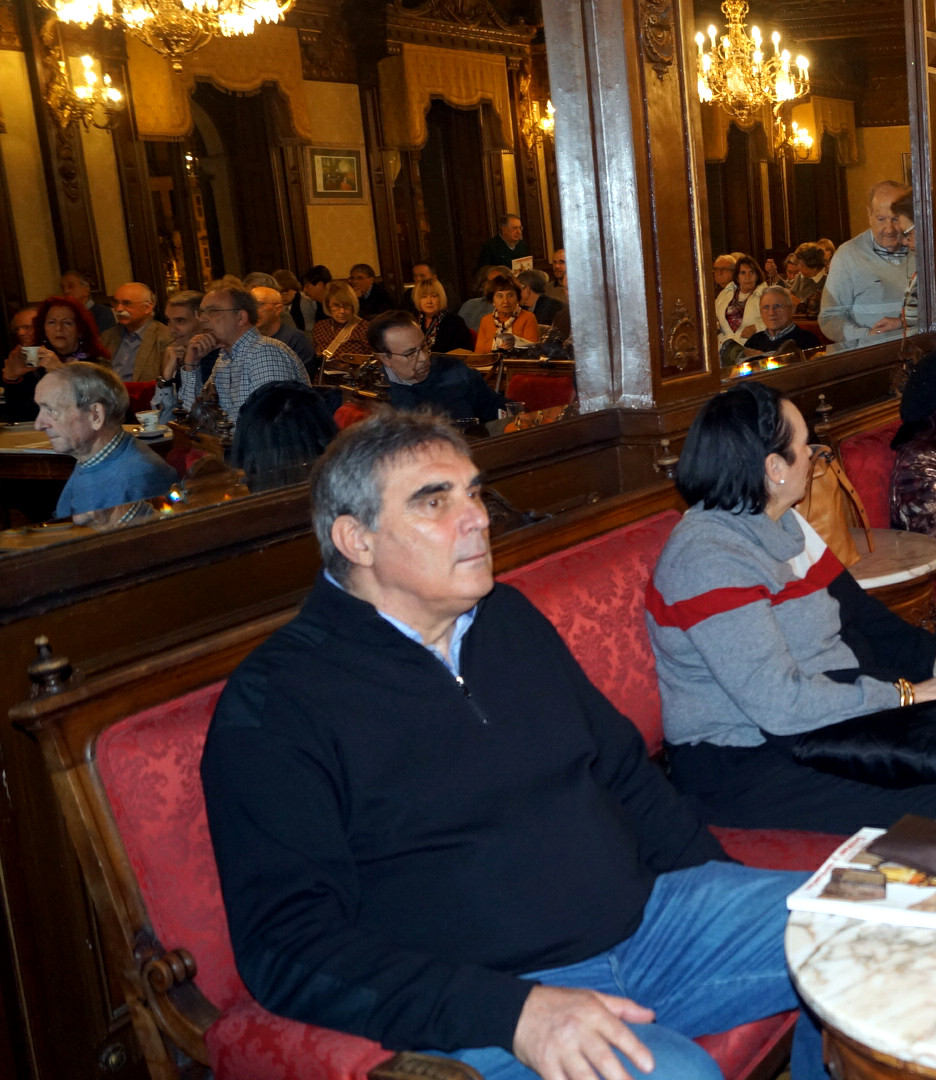
Satur Napal Lecumberri durante la presentación del número 70 de la revista Pregón (enero de 2024)

Saturnino Napal nació en Murillo el Fruto, un pequeño municipio de la zona media de Navarra. Desde joven, mostró un gran interés por la lectura y, en particular, por la obra del escritor donostiarra Pío Baroja, a quien descubrió durante su adolescencia. Baroja se convirtió en una influencia decisiva en todos los aspectos su vida, tanto en su forma de abordar sus obras como en su forma de pensar y perspectiva filosófica y ética.
A pesar de su profunda pasión por la literatura, eligió acercarse al mundo sanitario y estudiar medicina, una decisión que él mismo comparaba con la de su admirado Baroja: sin ser su vocación clara, buscando la mejor de las alternativas. Cursó sus estudios en la Universidad de Zaragoza, especializándose en la rama de la urología.
Su carrera le llevó a trabajar en hospitales de diversas ciudades del país, como Ponferrada, Aranda de Duero, Tudela o Pamplona. Es en esta última, en el Hospital Universitario de Navarra, donde alcanzó la jubilación en el año 2019. Durante su trayectoria médica, participó en numerosos estudios e investigaciones urológicas, centrándose en temas como el cáncer de próstata o la salud sexual masculina.
A pesar de destacar en su profesión como médico, siempre afirmó que su verdadera inclinación era la literatura. Consideraba la creación de libros no solo como un medio de expresión personal, sino como un arte en sí mismo. Publicó su primer libro en 1996, titulado El libro blanco del varón (Amarú Ediciones), un manual divulgativo sobre andrología y sexualidad, combinando así su experiencia laboral con su pasión y marcando el inicio de su carrera como escritor.
En 2002, fundó la editorial independiente Evidencia Médica, con el objetivo inicial de publicar libros de divulgación científica y médica. Con el tiempo, la visión de Saturnino fue evolucionando, ampliando la temática de la editorial con obras literarias, históricas y etnográficas; prestando especial interés a la cultura, folclore y tradiciones de la región de Navarra.
Su última novela, Un caserón en Castilfrío, publicada en 2021, fue prologada por el célebre escritor Fernando Sánchez Dragó. En ella cuenta las vivencias de una familia de Barcelona en las Tierras Altas de Soria. Reflejó también su admiración por el escritor Pío Baroja en obras como Baroja. Siempre Baroja (2019) e Itinerarios barojianos por Navarra (2006).
Además de su labor como editor y escritor, fue un activo conferenciante. Ofreció numerosas tertulias y presentaciones, no solo sobre sus propias obras y temas médicos; sino también sobre el proceso de edición y publicación de libros, orientando a escritores noveles en la forma de convertir sus manuscritos en obras publicadas.
También fue miembro destacado del Nuevo Casino Principal de Pamplona, donde ejerció como vicepresidente por varios años. Durante su gestión promovió numerosas actividades culturales, incluidas tertulias literarias y taurinas, certámenes de relato corto y presentaciones de libros. Su labor en el Nuevo Casino consolidó la institución como centro intelectual y cultural de referencia en Pamplona. En esta línea, fueron frecuentes sus colaboraciones en la revista Pregón con artículos que recogían sus temáticas preferidas. Igualmente, desde el primer momento, fue un colaborador incondicional del proyecto Urroz Villa del Libro donde impartió varios talleres y charlas sobre temas editoriales.
Otra de sus grandes pasiones fue la tauromaquia. Se interesó particularmente en la historia y preservación de la casta navarra de toros. A través de sus escritos y publicaciones, contribuyó significativamente a su recuperación, apoyando los esfuerzos de amigos y expertos como Miguel Reta, ganadero y pastor de los encierros de los Sanfermines, quien ha trabajado activamente en el restablecimiento de esta casta. Su dedicación a la cultura taurina quedó plasmada en obras que documentan y celebran su importancia histórica y cultural.
Falleció el 28 de junio de 2024 en Pamplona, dejando un legado significativo en la medicina, la literatura y la cultura navarras.

## Editorial Evidencia Médica
Durante la publicación de sus primeros libros, Saturnino se enfrentó a las dificultades que muchos autores encuentran en sus primeras etapas: la reticencia de las editoriales a publicar trabajos de escritores no consolidados, y las complejidades inherentes a la autoedición y autopublicación. Estas barreras lo llevaron a tomar la decisión de iniciar su propia editorial independiente, a pesar del considerable esfuerzo que ello suponía.
Así, fue fundada en el año 2002 la Editorial Evidencia Médica, como una respuesta a esta necesidad del autor de facilitar la publicación de sus propios libros. Con el objetivo inicial de publicar obras científicas y médicas, pronto amplió su alcance, reconvirtiéndola en una plataforma para la publicación de libros literarios, históricos y culturales, con un enfoque especial en la preservación y difusión de la cultura navarra.
La editorial no solo se limitó a la publicación de sus propias obras, sino que también se convirtió en un vehículo para que otros autores pudieran ver sus trabajos publicados. Así, se convirtió en una plataforma clave para la publicación de libros que, de otro modo, habrían tenido dificultades para llegar al público. Saturnino dedicó gran parte de su energía a editar y promover los libros de amigos y conocidos, reconociendo que el trabajo colectivo podía enriquecer aún más el panorama cultural de Navarra.

### Colecciones
A través de Evidencia Médica se publicaron gran cantidad de libros, organizados en varias colecciones. Cada una de estas colecciones reflejaba los intereses variados de su fundador, así como su compromiso con la literatura y la cultura navarras.
- Viajes, literatura y ensayo: incluye relatos de viajes, ensayos literarios y reflexiones culturales, muchos de ellos basados en las propias experiencias de sus autores, que exploran la riqueza cultural de diversas regiones.
- Navarra Insólita: quizás la colección más destacada de la editorial, dedicada a explorar y documentar la historia, las leyendas menos conocidas de Navarra y las tradiciones más arraigadas de la zona.
- Etnografía, naturaleza y ecologismo: enfocada en la preservación del patrimonio natural y cultural de Navarra, incluye estudios sobre especies autóctonas, prácticas agrícolas tradicionales y la relación entre naturaleza y cultura.
- Tauromaquia popular: centrada en documentar el mundo taurino, con especial hincapié en la historia de la casta navarra de toros y la importancia del toro en la cultura navarra.
- Científicos y de divulgación médica: la colección con la que inició la editorial, con publicaciones destinadas a mejorar la formación y el conocimiento en el campo de la medicina, principalmente en temas urológicos y de salud masculina.

#### ColecciónNavarra Insólita
La colección Navarra Insólita es, sin duda, la más emblemática de la editorial y un pilar de la misma, dedicada a rescatar y difundir aspectos ocultos y fascinantes de la historia y tradiciones de Navarra. En colaboración con otros autores navarros que compartían su pasión por la cultura local, se convirtió en una referencia para aquellos interesados en el patrimonio cultural de la región.
Algunos de los títulos más relevantes de la colección incluyen El legado de las brujas y los secretos de Zugarramurdi de Javier Álvarez Caperochipi, Las brujas de Erratzu de Félix Sanz Zabalza, El brujo de Bargota de Iñaki Ustarroz Irizar, Paseos ocultos por Navarra de Javier Fraile Farraces, y A las puertas del Roncal de Manuel Ángel Goñi Irastorza. Estas obras, centradas en la brujería, las tradiciones y los misterios de Navarra, destacaron por su capacidad para capturar la riqueza cultural de la región.
La importancia de esta colección radica en su capacidad para preservar un legado cultural, construyendo un puente entre el pasado y el presente de Navarra. La colección consolidó a la editorial como una referencia en la publicación de libros sobre cultura navarra y dio voz a autores locales para asegurar que las tradiciones y leyendas de Navarra no se perdieran con el tiempo.

## Obras
A lo largo de su vida, Saturnino Napal escribió y publicó casi 30 libros, abarcando una amplia gama de temas, desde la medicina hasta la historia y cultura navarras. A continuación, se presentan sus principales obras, clasificadas dentro de las colecciones de su editorial, junto con un breve resumen de su contenido.

### Viajes, literatura y ensayo
- Viaje por Navarra y entierros en el campo (2004). Relatos inconexos que mezclan la exploración de los paisajes navarros con un viaje por el tiempo, memorias y lugares.
- Los puentes del camino: De Roncesvalles a Santiago de Compostela (2004, con Antonio Hualde Alfaro). Ensayo que sigue el Camino de Santiago, destacando la importancia histórica y cultural de los puentes que se encuentran en esta ruta milenaria.
- Itinerarios barojianos por Navarra (2006). Homenaje a Pío Baroja, recorriendo los lugares en Navarra que inspiraron al famoso escritor y explorando su influencia en la literatura española.
- César Borgia: La agonía de un monstruo (2007). Estudio histórico que analiza la vida y la muerte de César Borgia, uno de los personajes más intrigantes del Renacimiento.
- Nuevo viaje por Navarra durante la insurrección de los vascos (2014). Revisión de la historia de Navarra durante un período de conflicto, que ofrece una nueva perspectiva sobre los eventos que marcaron la región.[21]
- Baroja. Siempre Baroja (2019). Obra personal que refleja la admiración del autor por Pío Baroja, con quien compartía una profunda conexión literaria y filosófica.
- Viaje por Xuberoa y la Baja Navarra (2019). Relato que explora el viaje, descubrimientos e impresiones de tres amigos por las tierras pirenaicas de Xuberoa y la Baja Navarra.
- Un caserón en Castilfrío: Aventuras de una familia catalana en Soria (2021, prólogo de Fernando Sánchez Dragó). Novela que narra las vivencias de una familia catalana en un pequeño pueblo de Soria, explorando la España vaciada.

### Navarra Insólita
- Ujué: Historia y devoción (2011, con Raquel Ruiz Baños). Explora la historia y las tradiciones religiosas de este municipio navarro.
- Los corrales de Ujué y la vida de antaño: Santa María de la Oliveta (2011, con Gaudencio Remón Berrade, Raquel Ruiz Baños y Juan José Lacosta Gabari). Detalla la vida rural en los corrales de Ujué y otros pueblos cercanos.[22]

### Etnografía, naturaleza y ecologismo
- Las betizus de Navarra: Las últimas vacas salvajes de Europa (2005, con Alberto Pérez de Muniáin). Estudio exhaustivo sobre la raza de vacas betizus, que habitan en las montañas navarras, y los esfuerzos por preservar esta especie única.
  - Euskal Herriko betizuak: Europako azken basa-behiak (2006, con Alberto Pérez de Muniáin). Versión en euskera del libro sobre las betizus, enfocada en la importancia cultural y ecológica de esta especie.
- Nuestros caballos: La jaca navarra y el burguete (2007, con Alberto Pérez de Muniáin Ortigosa y Martín Villanueva Vergara). Estudio sobre las razas de caballos autóctonos de Navarra, subrayando su relevancia en la cultura rural y en la economía local.
- Almadías por los ríos de Navarra (2008, con Fernando Hualde Gállego y Félix Sanz Zabalza). Documenta la antigua tradición de transportar troncos por los ríos navarros mediante almadías, un oficio casi extinto pero de gran relevancia histórica.

### Tauromaquia popular
- Navarra tierra de toros: Casta navarra (2001, Ediciones Fecit). Minuciosa investigación sobre la casta navarra de toros, explorando su historia y su importancia en la tauromaquia actual.
- El encierro de Pamplona y sus protagonistas (2004, con Koldo Larrea Apezteguía). Crónica del famoso encierro de San Fermín, donde se documentan las historias y anécdotas de sus principales protagonistas a lo largo de los años.
- Cuatro siglos de casta navarra: (1605-2005) Pasado, presente y futuro (2004, con Koldo Larrea Apezteguía, Miguel Reta Azcona y Ramón Ignacio Villanueva). Tratado sobre la evolución de la casta navarra de toros durante cuatro siglos.
- Heridas urológicas por asta de toro (2004). Libro que combina la experiencia médica del autor con su pasión por la tauromaquia, explorando las lesiones causadas por astas de toro y sus tratamientos.

### Científicos y de divulgación médica
- El libro blanco del varón (1996, Amarú Ediciones). Obra pionera en la salud masculina que aborda temas como la disfunción eréctil, la salud prostática, y otros aspectos clave de la salud del hombre.
- Todas las preguntas y respuestas que los varones debiéramos conocer sobre el sildenafilo Viagra (1999, Amarú Ediciones). Análisis detallado del sildenafilo, abordando sus efectos, usos y consideraciones médicas para la salud sexual masculina.
- La andropausia evitable: Guía de superación del envejecimiento masculino (2004). Guía práctica para hombres que enfrentan los desafíos del envejecimiento, analizando la prevención y el manejo de los síntomas de la andropausia.
- Incontinencia urinaria femenina: Soluciones fáciles para las pérdidas de orina en la mujer (2004, con Antonio Hualde Alfaro). Proporciona soluciones prácticas para tratar la incontinencia urinaria en mujeres.
- Todo lo que los varones debieran conocer sobre la próstata: Cuidados, prevención y nuevos tratamientos (2004, con Antonio Hualde Alfaro). Compendio exhaustivo sobre el cuidado y tratamiento de la salud prostática.
- Hipogonadismo de inicio tardío (HIT): El impacto de la vejez (2006). Estudio sobre el hipogonadismo en hombres mayores.
- La salud masculina a prueba: Guía práctica de cuidados y recomendaciones (2006). Manual integral que abarca la prevención y el tratamiento de las condiciones más comunes en la salud masculina.
- Embolización transarterial supraselectiva (ETASS) de la próstata frente a la resección transuretral de próstata (RTU) (2015). Análisis comparativo de dos técnicas quirúrgicas en el tratamiento de la hiperplasia benigna de próstata.
- ¿Cuando se crearán centros de atención al varón, como existen centros de atención a la mujer? (2016, con Pedro José Giral Villalta). Reflexión sobre la necesidad de centros especializados en salud masculina.
- Protocolos de actuación en andrología (2017, con Pedro José Giral Villalta). Guía dirigida a médicos que ofrece protocolos actualizados en el tratamiento de condiciones andrológicas, basados en las últimas investigaciones y avances clínicos.
- El pene: Verdades y mentiras (2017, con José Enrique Robles García). Libro que desmitifica varios aspectos sobre la salud del pene, abordando temas desde una perspectiva científica y accesible para el público general.